# Авалов, Иван Соломонович
Ива́н Соломо́нович Ава́лов (1796—1860) — князь, генерал-майор, участник Кавказских походов и Крымской войны.

## Биография
Родился в 1796 году в Тифлисе, происходил из грузинских князей рода Авалишвили.
В военную службу вступил в 1811 году подпрапорщиком в Кабардинский мушкетерский полк. С самого начала своей службы Авалов принимал участие в военных действиях на Кавказе против турок и персов, причём в 1813 году особо отличился при разбитии грузинского царевича Александра биз Сабуэ.
Произведённый в 1815 году в прапорщики, Авалов постоянно был в походах против горцев, в 1817 году произведён в подпоручики, далее он за отличие в кампании 1818 года против лезгин получил чин поручика, а за кампании против чеченцев и дагестанцев произведён в штабс-капитаны (в 1823 году) и капитаны (в 1825 году).
В 1826 году Авалов был в походе в Чечне, но с открытием русско-персидской войны был переведён в действующую в Закавказье армию. За отличие в сражении с персами под Елисаветполем он был награждён орденом св. Владимира 4-й степени с бантом. В 1827 году он находился при осаде и взятии Сардарабада, покорении Эривани и осаде Аббас-Абада. За этот поход он 25 января 1828 года был удостоен золотой шпаги с надписью «За храбрость». Вслед за тем Авалов приниял участие в кампании против турок.
В 1830 году Авалов был уволен от военной службы с определением к статским делам и назначен Пшаво-Хевсурским приставом, в следующем году он был переведён в Управление горскими народами Кавказа и в 1835 году произведён в майоры.
В 1840 году Авалов вновь был зачислен на военную службу и в 1842 году произведён в подполковники с назначением управлять 1-м и 2-м Осетинскими участками и переименованием в окружные начальники Осетинского округа. В 1843 году назначен главным начальником горских народов Грузино-Имеретинской губернии, в 1846 году произведён в полковники.
Командуя с 1850 года 1-й бригадой Грузинских линейных батальонов, Авалов с 1853 года сражался с турками на Кавказе и за отличие в сражениях был произведён в генерал-майоры.
В 1859 году Авалов вышел в отставку и скончался в 1860 году. Среди прочих наград он имел орден св. Георгия 4-й степени, пожалованный ему 5 декабря 1841 года за беспорочную выслугу 25 лет в офицерских чинах (№ 6604 по кавалерскому списку Григоровича — Степанова).
Его брат Захарий был майором и с отличием принимал участие в Крымской войне и Кавказских походах.

## Награды
- Орден Святого Владимира 4 ст. с бантом (1826)[1]
- Золотая шпага «За храбрость» (1827)
- Орден Святого Георгия 4 ст. за 25 лет службы (1841)
- Орден Святой Анны 2 ст. (1848)
- Императорская корона к Ордену Святой Анны 2 ст. (1851)
- Знак отличия за XXXV лет беспорочной службы (1853)
- Орден Святого Владимира 3 ст. с мечами (1858)